# 动因因果关系

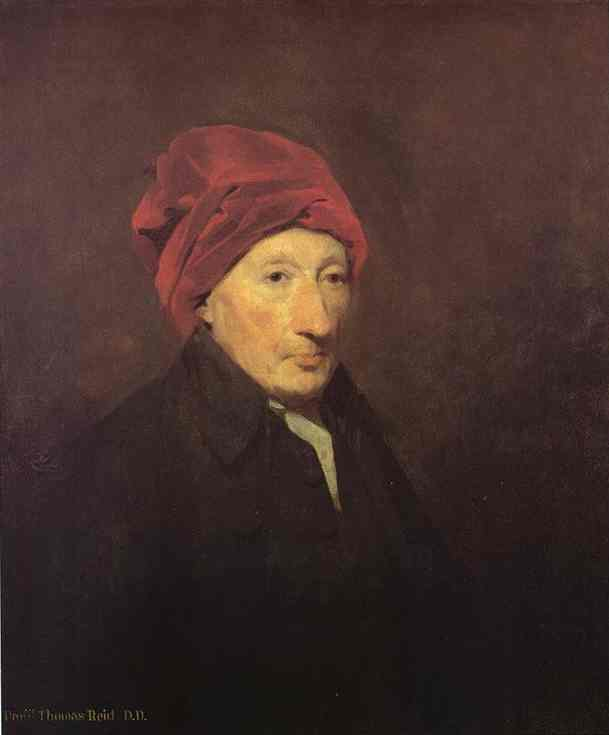
托马斯·里德被认为是自由动因因果理论的创始者

动因因果关系（英語：Agent causation）是哲学的一个概念，它指出不是一个事件存在的主因—即事件的动因，可以引起事件（尤其是动因所引起人的行动）的发生。动因因果关系与事件因果关系是相对的概念，后者是由一个事件引起另一个事件。动因因果关系作为一个概念，是否符合逻辑，在本质上是一个具有争议性的话题。
这一理论的支持者包括苏格兰哲学家托马斯·里德和美国分析哲学家罗德里克·奇泽姆。里德认为，动因是唯一拥有意志的存在，并认为拥有意志是事件肇因的必要条件之一。

## 论述
托马斯·里德被认为是动因因果关系理论的创始者。他在其于1788年发表的著作《关于人的主动能力》中，他将事件动因描述为 "有能力决定自己意志的一件事物"他认为，动因是唯一具有意志存在的事物，并认为拥有意志是事件肇因的必要条件之一。
动因因果关系已被相容论者与非相容论者所采纳。美国哲学家内德·马科希安在为相容论者的论述进行辩解时，提出了一种观点：一个人的行动，除了他们自己的动因之外，没有其他的原因，这种动因已经逐渐塑造了他们自己的道德操守，迫使他们做自认为正确的事情。非相容论者罗德里克·奇泽姆则认为，自由行动是一种仅起源于动因内部的行动，而并非先前事件的结果的延续行为。虽然概念现今仍存在争议，但一般认为，动因因果关系与非相容论的理论一致。
自由论者提出，动因因果关系在为非相容论者的论述进行辩解，即只有未确定的、无肇因的行动才是真正自由的。反对此论述的其中之一的观点认为，未确定的行动是随机发生的，而自由行动并非是随机且偶然的。而动因因果关系则反对此观点，认为行动不需要被归类为是否确定或随机，而是可以在动因的诱导下产生。